# 200% Вовк
«200% Вовк» (англ. 200% Wolf) — анімаційна пригодницька комедія 2024 року режисера Алекса Стадерманна, створена за мотивами літературної серії Джейн Лайонс «Сага про перевертнів». Даний фільм є продовженням анімаційного фільму "100% Вовк" 2020 року.

## Сюжет
13-річний Фредді Люпин походить зі знаної та шанованої родини перевертнів. Його батько – ватажок зграї, тож хлопець сподівається також колись стати таким же впливовим. Однак є проблема: вночі замість того, щоб перетворюватися на сильного та спритного вовка, він стає милим пуделем з рожевим пасмом шерсті. Фредді вже довів свою мужність і сміливість, але досі боїться, що зграя його не прийме. Хлопець наважується звернутися до місячної магії. Це дозволяє йому перетворитися на вовка, однак через його дії маленький місячний дух Мупу потрапляє на Землю. Без допомоги Фредді він не зможе повернутися. Перед хлопцем постає вибір – слідувати своїй давній мрії, або ж поступитися, аби врятувати малюка.

## Ролі озвучували
| Актор             | Роль              |
| ----------------- | ----------------- |
| Ілай Свінделлс    | Фредді Люпин      |
| Елізабет Наббен   | Мупу              |
| Дженніфер Сондерс | Макс              |
| Сара Джорджина    | Мати Місячний Дух |
| Пітер МакАллум    | Хотспур і Флешарт |
| Самара Вівінг     | Бетті             |
| Дженіс Петерсен   | Фелісіті Хаззард  |
| Гізер Мітчелл     | леді Хайтейл      |
| Майкл Баучер      | лорд Хайтейл      |
| Алекс Стадерманн  | Бруно і Гаргар    |
| Акмаль Салех      | Хеміш             |
| Сара Харпер       | Твітчі            |

## Виробництво
Після успіху фільму «100% Вовк» в прокаті, було прийнято рішення про створення його продовження. Посаду режисера сиквелу знову обійняв Алекс Стадерманн. Сценарій до фільму написав Фін Едквіст. Актори озвучування, які брали участь у створенні попередньої частини, повернулися до своїх ролей: Ілай Свінделлс озвучить персонажа Фредді, Самара Вівінг — Бетті, а Акмаль Салех — Хеміша. До основного акторського складу додалися нові актори озвучування: Дженніфер Сондерс, Елізабет Наббен та Пітер МакАллум. Мультфільм «200% Вовк» є спільним проєктом студій Flying Bark Productions, Siamese (Західна Австралія) та Atlantika (Іспанія). Анімаційні роботи виконані студією 3Doubles (Канарські острови).

## Прем'єра
Прем'єра мультфільму «200% Вовк» в Австралії відбулася 8 серпня 2024 року. Він був також продемонстрований на Сіднейському кінофестивалі, де був оцінений за високий рівень динамічної анімації та наявність комедійних елементів.
В Україні прем'єра мультфільму в прокат запланована на 31 жовтня 2024 року.